# François Parfaict
Pour les articles homonymes, voir Parfaict.
François Parfaict, né le 10 mai 1698 à Paris, où il est mort le 25 octobre 1753, est un dramaturge et historien du théâtre français.

## Œuvres

### Pièces de théâtre
- Le Dénouement imprévu, comédie, avec Marivaux, 1724, in-12.
- La Fausse suivante ou le Fourbe puni, comédie, 1724, in-12.
- Le Quart-d’heure amusant, janvier-mai 1727, in-12.
- Étrennes calotines, par le sieur Perd-la-raison, 1729.
- Notes de l’édition des Bains des Thermopyles par Mlle Scudéry, 1730, in-12.
- Traduction des Lettres [d'Hippocrate] sur la prétendue folie de Démocrite, 1730, in-12. Exemplaire à Bruxelles KBR. Compte rendu très acide dans le Journal des savants d'octobre 1730, p. 192-197.
- Aurore et Phœbus, 1734, in-12.
- Panurge, ballet comique en trois actes, 1803, in-8o.L’éditeur fut Moutonnet-Clairfons, qui y ajouta une préface et un petit écrit de sa façon contre Morel de Chefdeville.

### Histoire du théâtre
- Agenda historique et chronologique des théâtres de Paris pour l’année 1735, in-24.
- Histoire du Théâtre français depuis son origine jusqu’à présent, 1734-1749, avec son frère Claude, 15 vol. in-12.L’ouvrage se publiait lentement ; on refit les titres des premiers volumes en 1745, ou on les réimprima. C’est à tort que le Moreri de 1759 donne 18 volumes à cet ouvrage. Le quinzième, dernier qui ait vu le jour, finit avec l’année 1721. C’est le fruit d’immenses recherches, et qui laisse cependant beaucoup à désirer. Leduchat (Ducatiana, I, p. 175-6) cite un exemple qui donne lieu de penser que les frères Parfaict ne sont pas exacts dans leurs citations
- Mémoires pour servir à l’histoire des spectacles de la Foire par un acteur forain, avec le même, 1743, 2 vol. in-12 (lire en ligne).
- Histoire de l’ancien théâtre Italien, depuis son origine jusqu’à sa suppression en l’année 1697, avec le même, 1753, in-12.
- Dictionnaire des Théâtres de Paris, avec le même, 1756 ou 1767, 7 vol. in-12, dont le septième est intitulé Additions et Corrections (lire en ligne).Cet ouvrage avait été achevé et fut publié par un nommé d’Abguebre. C’est un répertoire très considérable de renseignements, mais moins exact et moins méthodique que le Dictionnaire de Léris qui n’a cependant qu’un volume. C’est Voltaire lui-même qui a fourni l’article qui le concerne dans le Dictionnaire des frères Parfaict. Le septième volume ne vient pas jusqu’au 20 août 1755.

François Parfaict avait encore laissé un manuscrit une Histoire de l’Opéra, qui n’a pas vu le jour, et une tragédie lyrique intitulée, Atrée. Il fut éditeur des Œuvres de Boindin, 1753, 2 vol. in- 12.

## Sources
- Joseph-François Michaud, Louis-Gabriel Michaud, Biographie universelle, Paris, Michaud frères, t. 32, 1822, p. 563-4.